# Eric Larsson
Eric Larsson, né le 15 juillet 1991 à Gävle, est un footballeur suédois. Il évolue au poste d' arrière droit avec le club du GIF Sundsvall.

## Biographie
Avec le club de Gefle, il joue deux matchs en Ligue Europa.
Il dispute plus de 100 matchs en Allsvenskan.

## Palmarès
- Vice-champion de Suède de D2 en 2014 avec le GIF Sundsvall

 Malmö FF
- Champion de Suède (1) : 2020
- Vainqueur de la Coupe de Suède de football (1) en 2021-2022